# Euproctis gaudens
Euproctis gaudens är en fjärilsart som beskrevs av Francis Walker 1865.
Euproctis gaudens ingår i släktet Euproctis och familjen tofsspinnare. Inga underarter finns listade i Catalogue of Life.